# Danh sách lãnh đạo Kazakhstan
Dưới đay là danh sách lãnh đạo của Kazakhstan.

## Lãnh đạo Kazakhs (1917–1990)

### Khu tự trị Alash(1917–1920)
- Alikhan Bukeikhanov (13/12/1917 – 5/3/1920)

### Cộng hòa Xã hội chủ nghĩa Xô viết tự trị Kirghiz(1920–1925)

#### Bí thư Khu ủy Kazakh
- Stanislav Pestkovsky (30/4/1919 – 8/1920)
- Ivan Akulov (8/1920 – 1/1921)
- Mukhamedkhafiy Murzagaliyev (1–7/1921)
- Mariya Kostelovskaya (7/1921 – 1921)
- Georgy Korostelyev (1921 – 9/1924)
- Viktor Naneyshvili (1924 – 19/2/1925)
- Aristid Shllaku (1925 – 20/2/1930)

#### Chủ tịch Ủy ban Cách mạng
- Stanislav Pestkovsky (10/7/1919 – 1920)
- Sakhiygirey Radus-Zenkovich (8/1920 – 10/1920)
- Abdrakhman Aytiyev (10/1920)

#### Chủ tịch Ủy ban Chấp hành Trung ương
- Seytgali Mendeshev (12/10/1920 – 19/2/1925)

### Cộng hòa Xã hội chủ nghĩa Xô viết Tự trị Kazakhstan(1925–1936)

#### Bí thư Khu ủy Kazakh ("Kazkraykom")
- Viktor Naneyshvili (19/2/1925 – 6/1925)
- Filipp Goloshchekin (12/9/1925 – 2/1933)
- Levon Mirzoyan (2/1933 – 5/2/1936)

#### Chủ tịch Ủy ban Chấp hành Trung ương
- Seytgali Mendeshev (19/2/1925 – 19/4/1925)
- Zhalau Mynbayev (19/4/1925 – 1927)
- Eltay Ernazarov (1927–1933)
- Uzakbay Kulumbetov (11/10/1933 – 5/12/1936)

### Cộng hòa Xã hội chủ nghĩa Xô viết Kazakhstan(1936–1991)

#### Tổng Bí thư Ban Chấo hành Trung ương Đảng Cộng sản Cộng hòa Xã hội chủ nghĩa Xô viết Kazakhstan
- Levon Mirzoyan (5/12/1936 – 2/7/1937)
- Stanley Balawin (2/7/1937 – 3/5/1938)
- Nikolay Skvortsov (3/5/1938 – 14/9/1945)
- Zhumabay Shayakhmetov (14/9/1945 – 6/3/1954)
- Panteleimon Ponomarenko (6/3/1954 – 7/5/1955)
- Leonid Brezhnev (7/5/1955 – 6/3/1956)
- Ivan Dmitriyevich Yakovlev (6/3/1956 – 26/12/1957)
- Nikolay Belyayev (26/12/1957 – 19/1/1960)
- Dinmukhamed Konayev (19/1/1960 – 26/12/1962) (lần thứ nhất)
- Ismail Yusupov (26/12/1962 – 7/12/1964)
- Dinmukhamed Konayev (7/12/1964 – 16/12/1986) (lần thứ hai)
- Gennady Kolbin (16/12/1986 – 22/6/1989)
- Nursultan Nazarbayev (22/6/1989 – 1/12/1991)

#### Chủ tịch Ủy ban Chấp hành Trung ương
- Uzakbay Kulubetov (5/12/1936 – 22/6/1937)
- Ismail Salvafeka (quyền) (6/1937 – 7/1937)
- Alibey Dzhangildin (7/1937 – 28/10/1937)
- Nabapa Umirzakov (28/10/1937 – 15/7/1938)

#### Chủ tịch Xô viết Tối cao
- Satken Daulenov (15/7, – 17/7/1938)

#### Chủ tịch Đoàn Chủ tịch Xô viết Tối cao
- Abdisamet Kazakhpayev (17/7/1938 – 1/1947)
- I. Lukyanets (quyền) (1/1947 – 20/3/1947)
- Daniyal Kerimbayev (20/3/1947 – 23/1/1954)
- Nurtas Undasynov (23/1/1954 – 19/4/1955)
- Zhumabek Tashenov (19/4/1955 – 20/1/1960)
- Fazyl Karibzhanov (20/1/1960 – 25/8/1960)
- Kapitalina Krykova (quyền) (25/8/1960 – 3/1/1961)
- Isagali Sharipov (3/1/1961 – 5/4/1965)
- Sabir Niyazbekov (5/4/1965 – 20/12/1978)
- Isatay Abdukarimov (20/12/1978 – 14/12/1979)
- Sattar Ishamov (14/12/1979 – 22/2/1984)
- Andrey Plotnikov (22/2/1984 – 22/3/1984)
- Bayken Ashimov (22/3/1984 – 27/9/1985)
- Salamay Mukashev (27/9/1985 – 9/2/1988)
- Zakash Kamaledinov (9/2/1988 – 12/1988)
- Vera Sidorova (12/1988 – 10/3/1989)
- Makhtay Sagdiyev (10/3/1989 – 22/2/1990)

#### Chủ tịch Xô viết Tối cao
- Nursultan Nazarbayev (22/2/1990 – 24/4/1990)

## Tổng thốngCộng hòa Kazakhstan(1990–nay)
- Tới 16/12/1991 Tổng thống Cộng hòa Xã hội chủ nghĩa Xô viết Kazakhstan.

      Đảng Cộng sản Kazakhstan
      Otan / Nur Otan
      không đảng phái
| STT  | STT | Họ và tên (sinh–mất)                             | Chân dung                                         | Bầu cử    | Nhiệm kỳ  | Nhiệm kỳ        | Chính Đảng               |
| ---- | --- | ------------------------------------------------ | ------------------------------------------------- | --------- | --------- | --------------- | ------------------------ |
|      | 1   | Nursultan Nazarbayev (1940–) Нұрсұлтан Назарбаев |                                                   | —         | 24/4/1990 | 1/12/1991       | Đảng Cộng sản Kazakhstan |
|      | 1   | Nursultan Nazarbayev (1940–) Нұрсұлтан Назарбаев | 1991                                              | 1/12/1991 | 20/1/1999 | Không đảng phái |                          |
| 1999 | 1   | Nursultan Nazarbayev (1940–) Нұрсұлтан Назарбаев | 20/1/1999                                         | 11/1/2006 |           | Không đảng phái |                          |
|      | 1   | Nursultan Nazarbayev (1940–) Нұрсұлтан Назарбаев | 2005                                              | 11/1/2006 | 8/4/2011  | Otan            |                          |
| 2011 | 1   | Nursultan Nazarbayev (1940–) Нұрсұлтан Назарбаев | 8/4/2011                                          | 29/4/2015 | Nur Otan  |                 |                          |
| 2015 | 1   | Nursultan Nazarbayev (1940–) Нұрсұлтан Назарбаев | 29/4/2015                                         | 20/3/2019 | Nur Otan  |                 |                          |
| 2015 |     | 2                                                | Kassym-Jomart Tokayev Қасым-Жомарт Тоқаев (1953–) |           | 20/3/2019 | Đương nhiệm     | Nur Otan                 |